# شة نان (هشيوار)
شة نان (بالفارسية: شه نان) هي قرية تقع في إيران في البلدة المركزية. يقدر عدد سكانها بـ 1,756 نسمة .